# 凯自威
凯自威（William Johnstone "Tony" Keswick ，1903年12月6日—1990年2月16日）又譯恺自威，來自凱瑟克家族，曾出任上海公共租界工部局總董。太平洋战争期间，他出任英国特別行動執行處駐華戰時情報處處長。 战后，他出任哈德逊湾公司总裁等职务。

## 生平
凯自威生于日本横滨，他還沒長大就回到英国，並就读于温彻斯特公学和剑桥大学三一学院。1926年，凯自威抵达远东。他曾任怡和洋行上海經理以及上海公共租界工部局總董。
1941年1月23日，凱自威在上海跑马总会召開的納稅人大會上被日本人林雄吉開槍打傷。
後來凱自威出任英国特別行動執行處駐華戰時情報處處長。之後他回到英國並且加入英国陆军，他曾在中东服役，並且參與了诺曼底登陆。战争结束时，他的軍銜是准将。
战后他出任Matheson & Co. Ltd的常务董事，並出任怡和洋行駐伦敦特派員。1952年至1965年期間，他出任哈德逊湾公司董事长。他還曾担任過英格兰银行董事、 RSA保險集團副主席和英伊石油公司 董事。1972年，他被授予爵士。 
他是雕塑家亨利·摩尔的朋友。